# German Juniors

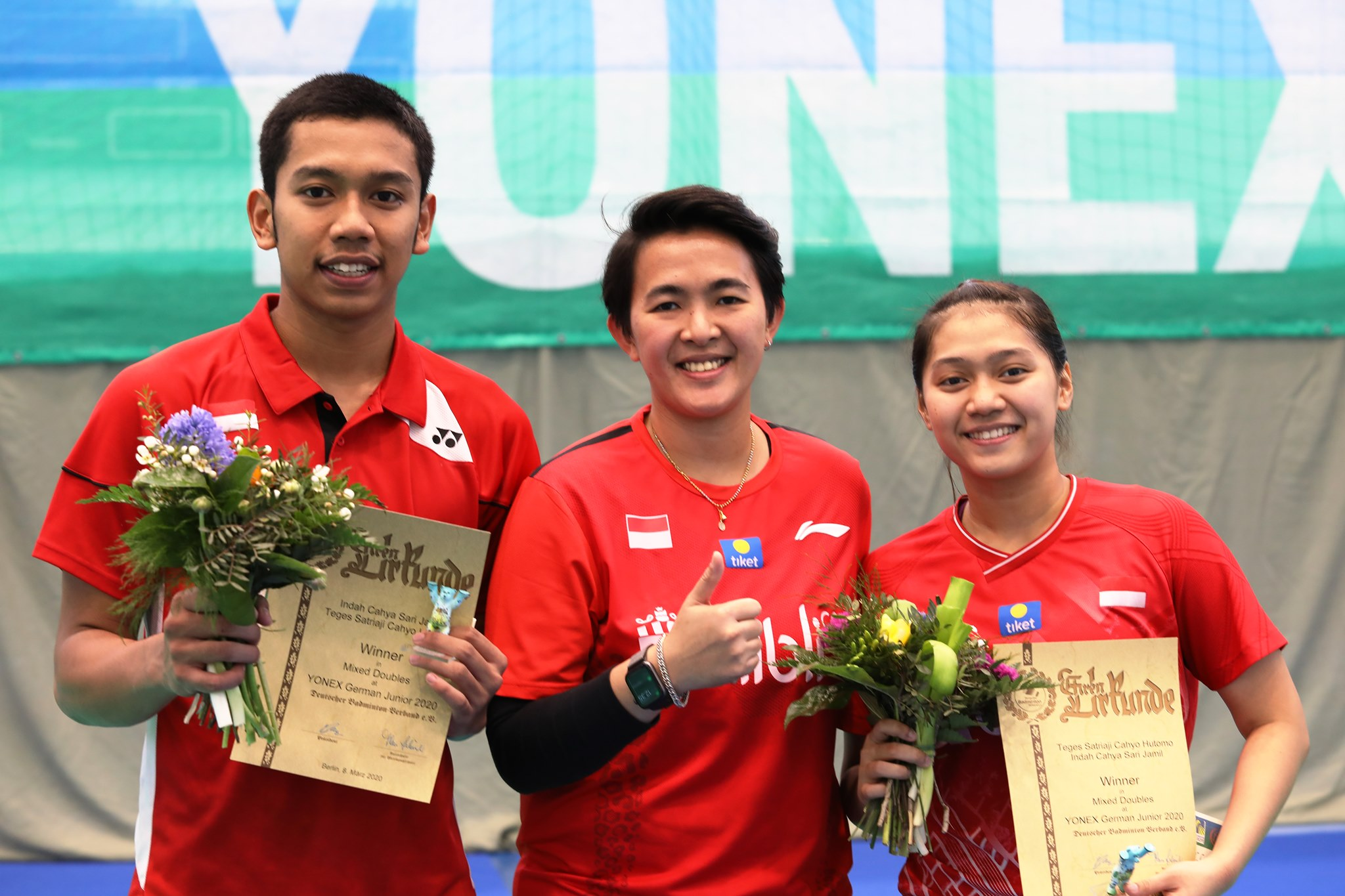
Teges Satriaji Cahyo Hutomo und Indah Cahya Sari Jamil 2020 mit Trainerin Vita Marissa

Das German Juniors ist im Badminton die hochrangigste offene internationale Meisterschaft von Deutschland für Junioren und damit das bedeutendste internationale Juniorenturnier in Deutschland. Es wurde erstmals 1984 ausgetragen und findet derzeit immer im Verbund mit den Dutch Juniors statt. 2019 wurde mit den German Ruhr U19 International eine weitere deutsche internationale Juniorenmeisterschaft ins Leben gerufen.

## Austragungsorte
- 1984: Brauweiler
- 1985–1990: Gütersloh
- 1991–2008: Bottrop
- 2009–2024: Berlin
- 2025: Mülheim an der Ruhr

## Die Sieger
| Saison    | Herreneinzel                  | Dameneinzel         | Herrendoppel                            | Damendoppel                                    | Mixed                                              |
| --------- | ----------------------------- | ------------------- | --------------------------------------- | ---------------------------------------------- | -------------------------------------------------- |
| 1984      | Ardy Wiranata                 | Christine Skropke   | Guido Schänzler Christian Diekmann      | Nicole Baldewein Anke Jansen                   | Guido Schänzler Birgit Zorn                        |
| 1985      | Holger Broß                   | Britta Zimmermann   | Rolf Aurin Michael Deuerling            | Anne-Katrin Seid Ulrike Scheunemann            | Michael Deuerling Anne-Katrin Seid                 |
| 1986      | Michel Redeker                | Joanne Muggeridge   | Rob Stalenhoef Randy Trieling           | Joanne Muggeridge Tracy Salmon                 | Eric Farries Heike Erler                           |
| 1987      | Edwin van Dalm                | Angelika Funke      | Rob Stalenhoef Randy Trieling           | Maaike de Boer Sonja Mellink                   | Randy Trieling Sonja Mellink                       |
| 1988      | Christian Ljungmark           | Aiko Miyamura       | Ronny Dahl Christian Ljungmark          | Aiko Miyamura Hisako Mizui                     | Christian Ljungmark Astrid Crabo                   |
| 1989      | Jeroen van Dijk               | Elena Rumianceva    | Chris Bruil Jeroen van Dijk             | Karen Stechmann Kerstin Weinbörner             | Sergey Melnikov Aušrinė Gabrėnaitė                 |
| 1990      | Corno Meskers                 | Takako Ida          | Kazuhiro Honda Hodeaki Okabe            | Masako Sakamoto Mayumi Watanabe                | Quinten van Dalm Georgy Trouerbach                 |
| 1991      | C. Arief                      | Yuni Kartika        | Hadi Sugianto Amon Santoso              | Zelin Resiana The Ai Ling                      | Valeriy Strelcov Irina Yakusheva                   |
| 1992      | Dwi Aryanto                   | Lidya Djaelawijaya  | Cun Cun Haryono Victo Wibowo            | Nicola Jordan Tracey Hallam                    | Jesper Thomsen Jeanette Thomsen                    |
| 1993      | Budi Santoso                  | Mia Audina          | Thomas Søgaard Thomas Stavngaard        | Indarti Issolina Emma Ermawati                 | Thomas Stavngaard Sara Runesten                    |
| 1994      | Jeffer Rosobin                | Ellen Angelina      | Halim Haryanto Davis Efraim             | Diana Lin Inderwati                            | Andreas Bergmann Mette Hansen                      |
| 1995      | Peter Gade                    | Martha Dewiyanti    | Eng Hian Karel Mainaky                  | Pernille Harder Christina Sørensen             | Kim Yong-hyun Yim Kyung-jin                        |
| 1996      | Yudi Suprayogi                | Lee Kyung-won       | Hadi Saputra Endra Mulyana Mulyajaya    | Yim Kyung-jin Park So-yun                      | Kim Yong-hyun Yim Kyung-jin                        |
| 1997      | Taufik Hidayat                | Tine Rasmussen      | Keita Masuda Shinya Ohtsuka             | Tine Rasmussen Jane F. Bramsen                 | Ove Svejstrup Britta Andersen                      |
| 1998      | Kasper Ødum                   | Lee Hyo-jung        | Choi Min-ho Jung Sung-kyun              | Lee Hyo-jung Jun Woul-sik                      | Choi Min-ho Lee Hyo-jung                           |
| 1999      | Björn Joppien                 | Ling Wan Ting       | Hendri Kurniawan Saputra Wandry Saputra | Kim Hee-jung Hwang Yu-mi                       | Hendri Kurniawan Saputra Eny Erlangga              |
| 2000      | Zhu Weilun                    | Yu Jin              | Sang Yang Zheng Bo                      | Li Yujia Zhao Tingting                         | Zheng Bo Zhao Tingting                             |
| 2001      | Lin Dan                       | Yu Jin              | Sang Yang Tao Nianyun                   | Zhao Tingting Zhang Yawen                      | Sang Yang Zhang Yawen                              |
| 2002      | Chen Jin                      | Zhu Jingjing        | Xie Zhongbo Cao Chen                    | Rong Lu Yu Yang                                | Cao Chen Yu Yang                                   |
| 2003      | Yuichi Ikeda                  | Ha Jung-eun         | Yoo Yeon-seong Jeon Jun-bum             | Yuka Hayashi Yu Wakita                         | Kimihiro Yamaguchi Yu Wakita                       |
| 2004      | Lee Cheol-ho                  | Lee Hyun-jin        | Jung Jung-young Lee Yong-dae            | Tomoko Koyanagi Miyuki Maeda                   | Lee Yong-dae Kang Hae-won                          |
| 2005      | Rajiv Ouseph                  | Yoo Hyun-young      | Kenichi Hayakawa Hiroyuki Endo          | Park So-ri Choi A-reum                         | Rasmus Bonde Christinna Pedersen                   |
| 2006      | Hong Ji-hoon                  | Zhang Beiwen        | Lim Khim Wah Mak Hee Chun               | Park So-ri Hong Soo-jung                       | Dean George Mariana Agathangelou                   |
| 2007      | Shin Baek-cheol               | Aprilia Yuswandari  | Fernando Kurniawan Subakti              | Chang Ye-na Eom Hye-won                        | Tan Wee Kiong Woon Khe Wei                         |
| 2008      | Park Sung-min                 | Eom Hye-won         | Mak Hee Chun Teo Kok Siang              | Jung Kyung-eun Lee Se-rang                     | Choi Young-woo Jung Kyung-eun                      |
| 2009      | Iskandar Zulkarnain Zainuddin | Lee Joo-hee         | Berry Angriawan Muhammad Ulinnuha       | Choi Hye-in Lee Se-rang                        | Kang Ji-wook Choi Hye-in                           |
| 2010      | Viktor Axelsen                | Choi Hye-in         | Choi Seung-il Kang Ji-wook              | Choi Hye-in Lee So-hee                         | Kang Ji-wook Choi Hye-in                           |
| 2011      | Rasmus Fladberg               | Cheung Ngan Yi      | Nelson Heg Wei Keat Teo Ee Yi           | Lee So-hee Shin Seung-chan                     | Frederik Colberg Mette Poulsen                     |
| 2012      | Kho Henrikho Wibowo           | Lee Jang-mi         | Kasper Antonsen Frederik Colberg        | Melati Daeva Oktavianti Rosyita Eka Putri Sari | Lee Chun Hei Cheung Ngan Yi                        |
| 2013      | Jeon Hyeok-jin                | Anna Thea Madsen    | Choi Sol-gyu Park Se-woong              | Gabriela Stoeva Stefani Stoeva                 | Tang Chun Man Ng Wing Yung                         |
| 2014      | Lin Guipu                     | Qin Jinjing         | Kim Jae-hwan Kim Jung-ho                | Kim Hye-jeong Kong Hee-yong                    | Kim Jung-ho Kong Hee-yong                          |
| 2015      | Satheishtharan Ramachandran   | Goh Jin Wei         | Choi Jong-woo Seo Seung-jae             | Kim Hye-jeong Park Keun-hye                    | Yuta Watanabe Chiharu Shida                        |
| 2016      | Kantaphon Wangcharoen         | Natsuki Nidaira     | Kyohei Yamashita Naoki Yamazawa         | Sayaka Hobara Nami Matsuyama                   | Naoki Yamazawa Nami Matsuyama                      |
| 2017      | Lee Chia-hao                  | Hirari Mizui        | Mahiro Kaneko Yunosuke Kubota           | Kim Min-ji Seong Ah-yeong                      | Chang Yee Jun Pearly Tan                           |
| 2018      | Kunlavut Vitidsarn            | Pattarasuda Chaiwan | Ki Dong-ju Wang Chan                    | Liu Xuanxuan Zhang Shuxian                     | Hiroki Midorikawa Natsu Saito                      |
| 2019      | Park Hyeon-seung              | Zhou Meng           | Di Zijian Wang Chang                    | Guo Lizhi Li Yijing                            | Jiang Zhenbang Luo Xumin                           |
| 2020      | Hong Kok Jing                 | Manami Suizu        | Junaidi Arif Muhammad Haikal            | Rui Hirokami Yuna Kato                         | Teges Satriaji Cahyo Hutomo Indah Cahya Sari Jamil |
| 2021 2022 | nicht ausgetragen             | nicht ausgetragen   | nicht ausgetragen                       | nicht ausgetragen                              | nicht ausgetragen                                  |
| 2023      | Yudai Okimoto                 | Xu Wenjing          | Lee Jong-min Park Beom-soo              | Mei Sudo Nao Yamakita                          | Gao Jiaxuan Huang Kexin                            |
| 2024      | Wang Zijun                    | Sarunrak Vitidsarn  | Chen Yongrui Chen Zhehan                | Chen Fanshutian Liu Jiayue                     | Hu Keyuan Liu Jiayue                               |
| 2025      | Liu Yangmingyu                | Rujula Ramu         | Kazuma Kawano Shuji Sawada              | Cheon Hye-in Moon In-seo                       | Liu Junrong Zhang Jiahan                           |